# Éric Leguèbe
Éric Leguèbe, né le 14 juin 1935 à Angers et mort le 24 juin 2002 à Paris, est un journaliste et un critique de cinéma français. Il a exercé au journal Le Parisien.

## Publications
- Éric Leguèbe, Alain Saint-Ogan, dessinateur de presse : dessins d'Alain Saint-Ogan pour Le Parisien libéré, SERG, 1974, 48 p. (lire en ligne)
- Éric Leguèbe, Le Cinéma américain par ses auteurs, Guy Authier, 1977, 312 p.
- Éric Leguèbe, Voyage en cartoonland : entretiens avec Burne Hogarth, Neal Adams, Alfred Andriola, Sergio Aragones, etc., SERG, 1977, 144 p.
- Éric Leguèbe, Napoléon III le Grand, Guy Authier, 1978, 308 p.
- Éric Leguèbe, Errol Flynn, Éditions Solar, 1981, 63 p.
- Éric Leguèbe, Le Voyage en balloon : recueil d'entretiens avec R. Bakshi, J. Barbera, T. Berman, D. Bluth, et al., Marseille, Bédésup, coll. « Bédésup contreplongée », 1985, 128 p.
- Cinéguide
- Histoire mondiale des westerns
- Louis de Funès - Roi du rire
- John Ford : entre l'Ouest et le Shamrock
- Ronald Reagan acteur et le cinéma reaganien